# Palais Pedace
Le Palais Pedace (Palazzo Pedace en italien) est un immeuble se trouvant à Salerne, via Portacatena dans le centre historique de la ville. 

## Histoire et Architecture
Le palais se situe sur le côté Nord de la rue qui conduit à l’église de l'Annonciation. Cette rue porte aussi le nom de Porta Catena (en raison de la porte qui existait auparavant à cet endroit) ; sur le côté ouest, le palais est bordé par la ruelle Santa Trofimena, traditionnellement surnommée « le chapiteau », près de l'esplanade de la Porta Catena. 
De nombreux travaux de désenclavement entamés à la fin du XVIe siècle ont donné au Palais son apparence actuelle et dégagé l'accès sur la rue Porta Catena. Pendant cette période, le bâtiment est incorporé aux édifices environnants  appartenant à Pietro et Ottavio Del Pezzo, petits-enfants du noble Pietro Castellomata. Ces différents édifices, séparés les uns des autres, sont reliés par une cour commune.
Vers le milieu du XVIIIe siècle, le palais fait l'objet d'une restauration importante dont les traces sont visibles. Une partie du palais abrite le siège de la Direction des Systèmes Informatifs de la Commune de Salerne, qui occupe le grand appartement dit « noble » (piano nobile) au deuxième étage où se trouve le grand salon de reception, dont le plafond porte l'œuvre peinte Erminia parmi les bergers, ainsi que le cabinet attenant, au plafond décoré par le rêve de Giuseppe ; les deux réalisations, en excellent état, s'inspirent des peintures du maître napolitain Francesco de Mura. Les sujets représentés (le premier laïc, le second religieux) illustrent le changement et le renouvellement culturels en cours à l'époque de leur réalisation : en effet, la vie ne se fonde alors plus tant sur la pratique religieuse que sur les courants rationalistes et néoclassiques qui se développent dans la capitale régionale voisine, à Naples.
Pendant les fouilles archéologiques effectuées entre 1993 et 1994 dans la zone de la Porta Catena, quelques tombes du Ier – IIe siècle ont été mises au jour, ainsi qu'un Dolios en bon état dans le périmètre du palais et des vestiges d'immeubles d'habitation datant de l'Antiquité tardive dans l'église Santa Trofimena et vicolo Guaimario, des vestiges de la plage romaine.
D'après La Città di Salerno, « le palais Pedace présente une stratification culturelle et historique très intéressante. Au rez-de-chaussée, des travaux de rénovation du Lotto (bureau de loterie) ont mis au jour des vestiges importants d’une colonnade médiévale dotée d'arcs aigus » ; une petite croix sculptée sur un des chapiteaux montre que les lieux servaient au culte. En revanche, à l’étage supérieur un « Salo Chino » affiche une voûte décorée de peintures du XVIIIe siècle. Ce patrimoine contrasté d'un étage à l'autre illustre les développements ayant présidé à la construction du centre historique de Salerne.